# Qualifications à la Coupe d'Afrique des nations de football 2012, groupe B
Le groupe B des qualifications à la Coupe d'Afrique des nations de football 2012 est une compétition qualificative pour la phase finale de la Coupe d'Afrique des nations de football 2012, qui se déroule en janvier et février 2012 en Gabon et en Guinée équatoriale.

## Classement
| Rang | Équipe     | Pts | J | G | N | P | Bp | Bc | Diff |  | Résultats (▼ dom., ► ext.) |     |     |     |     |
| ---- | ---------- | --- | - | - | - | - | -- | -- | ---- |  | -------------------------- | --- | --- | --- | --- |
| 1    | Guinée     | 14  | 6 | 4 | 2 | 0 | 13 | 5  | +8   |  | Guinée                     |     | 1-0 | 4-1 | 1-0 |
| 2    | Nigeria    | 11  | 6 | 3 | 2 | 1 | 12 | 5  | +7   |  | Nigeria                    | 2-2 |     | 2-0 | 4-0 |
| 3    | Éthiopie   | 7   | 6 | 2 | 1 | 3 | 8  | 13 | -5   |  | Éthiopie                   | 1-4 | 2-2 | 4-2 |     |
| 4    | Madagascar | 1   | 6 | 0 | 1 | 5 | 4  | 14 | -10  |  | Madagascar                 | 1-1 | 0-2 |     | 0-1 |

## Résultats
| 1re journée                  | Éthiopie         | 1 – 4   | Guinée                                                  | Stade d'Addis-Abeba, Addis-Abeba Éthiopie |                             |
| 5 septembre 2010 15:00 UTC+3 | Ukuri 29e        | (1 - 2) | Yattara 37e · Kalabane 45e · K. Cissé 60e · Zayatte 75e | Arbitrage : Tabani Mnkantjo               | Arbitrage : Tabani Mnkantjo |
| 5 septembre 2010 15:00 UTC+3 | Feuille de match |         |                                                         | Arbitrage : Tabani Mnkantjo               | Arbitrage : Tabani Mnkantjo |

| 5 septembre 2010 | Nigeria                     | 2 – 0   | Madagascar | U. J. Esuene Stadium, Calabar Nigeria |                         |
| 16:00 UTC+1      | Martins 19e · Eneramo 45+1e | (2 - 0) |            | Arbitrage : Slim Jedidi               | Arbitrage : Slim Jedidi |
| 16:00 UTC+1      | Feuille de match            |         |            | Arbitrage : Slim Jedidi               | Arbitrage : Slim Jedidi |

| 2e journée                  | Madagascar       | 0 – 1   | Éthiopie    | Stade municipal de Mahamasina, Antananarivo Madagascar |                           |
| 10 octobre 2010 14:30 UTC+3 |                  | (0 - 0) | Lemessa 62e | Arbitrage : Ngosi Kalyoto                              | Arbitrage : Ngosi Kalyoto |
| 10 octobre 2010 14:30 UTC+3 | Feuille de match |         |             | Arbitrage : Ngosi Kalyoto                              | Arbitrage : Ngosi Kalyoto |

| 10 octobre 2010 | Guinée           | 1 – 0   | Nigeria | Stade du 28 septembre, Conakry Guinée |                               |
| 16:30 UTC±0     | Constant 8e      | (1 - 0) |         | Arbitrage : Elahrach Bouchaib         | Arbitrage : Elahrach Bouchaib |
| 16:30 UTC±0     | Feuille de match |         |         | Arbitrage : Elahrach Bouchaib         | Arbitrage : Elahrach Bouchaib |

| 3e journée               | Madagascar        | 1 – 1   | Guinée  | Mahamasina Stadium, Antananarivo Madagascar |                            |
| 27 mars 2011 14:30 UTC+3 | Rajoarimanana 17e | (1 - 0) | Bah 80e | Arbitrage : Wilson Mpanisi                  | Arbitrage : Wilson Mpanisi |
| 27 mars 2011 14:30 UTC+3 | Feuille de match  |         |         | Arbitrage : Wilson Mpanisi                  | Arbitrage : Wilson Mpanisi |

| 27 mars 2011 | Nigeria                         | 4 – 0   | Éthiopie | Abuja Stadium, Abuja Nigeria |                         |
| 19:00 UTC+1  | Utaka 1re 53e · I. Uche 78e 90e | (1 - 0) |          | Arbitrage : Slim Jedidi      | Arbitrage : Slim Jedidi |
| 19:00 UTC+1  | Feuille de match                |         |          | Arbitrage : Slim Jedidi      | Arbitrage : Slim Jedidi |

| 4e journée              | Éthiopie         | 2 – 2   | Nigeria                | Stade d'Addis-Abeba, Addis-Abeba Éthiopie |  |
| 5 juin 2011 16:00 UTC+3 | Said 45e 50e     | (1 - 1) | K. Uche 27e · Yobo 86e |                                           |  |
| 5 juin 2011 16:00 UTC+3 | Feuille de match |         |                        |                                           |  |

| 5 juin 2010 | Guinée                                                 | 4 – 1   | Madagascar | Stade du 28 septembre, Conakry Guinée |  |
| 16:30 UTC±0 | Kalabane 6e · Bangoura 17e · S. Diallo 60e · Baldé 62e | (2 - 1) | Arsène 24e |                                       |  |
| 16:30 UTC±0 | Feuille de match                                       |         |            |                                       |  |

| 5e journée                   | Madagascar       | 0 – 2   | Nigeria               | Stade municipal de Mahamasina, Antananarivo Madagascar |                             |
| 4 septembre 2011 14:30 UTC+3 |                  | (0 - 0) | Yobo 68e · Obinna 75e | Arbitrage : Sylvester Kirwa                            | Arbitrage : Sylvester Kirwa |
| 4 septembre 2011 14:30 UTC+3 | Feuille de match |         |                       | Arbitrage : Sylvester Kirwa                            | Arbitrage : Sylvester Kirwa |

| 4 septembre 2011 | Guinée                                                                          | 1 – 0   | Éthiopie | Stade du 28 septembre, Conakry Guinée |  |
| 16:30 UTC±0      | Baldé 32e                                                                       | (1 - 0) |          |                                       |  |
| 16:30 UTC±0      | « Feuille de match »(Archive.org • Wikiwix • Archive.is • Google • Que faire ?) |         |          |                                       |  |

| 6e journée                 | Éthiopie                                        | 4 – 2 | Madagascar                            | Stade d'Addis-Abeba, Addis-Abeba Éthiopie |                          |
| 8 octobre 2011 16:00 UTC+3 | Oukri 31e · Girma 56e · Tefera 59e · Bekele 73e |       | Razafimandimby 3e · Nomenjanahary 57e | Arbitrage : Gehad Gresha                  | Arbitrage : Gehad Gresha |
| 8 octobre 2011 16:00 UTC+3 | Feuille de match                                |       |                                       | Arbitrage : Gehad Gresha                  | Arbitrage : Gehad Gresha |

| 8 octobre 2011 | Nigeria               | 2 – 2 | Guinée                    | Abuja Stadium, Abuja Nigeria       |                                    |
| 14:00 UTC+1    | Obinna 64e · Uche 71e |       | Bangoura 62e · Traoré 95e | Arbitrage : Noumandiez Désiré Doué | Arbitrage : Noumandiez Désiré Doué |
| 14:00 UTC+1    | Feuille de match      |       |                           | Arbitrage : Noumandiez Désiré Doué | Arbitrage : Noumandiez Désiré Doué |

## Buteurs
37 buts ont été inscrits en 12 rencontres dans le groupe B.
2 buts
- Saladin Said
- Dianbobo Baldé
- Oumar Kalabane
- Peter Utaka
- Ikechukwu Uche
- Joseph Yobo

1 but
- Fikru-Tefera Lemessa
- Oumed Ukuri
- Mamadou Bah
- Ismaël Bangoura
- Karamoko Cissé
- Kevin Constant
- Sadio Diallo
- Ibrahima Yattara
- Kamil Zayatte
- Faed Arsène
- Yvan Rajoarimanana
- Michael Eneramo
- Obafemi Martins
- Victor Obinna
- Kalu Uche